# Temporada de huracanes en el Atlántico de 1986
La temporada de huracanes en el Atlántico de 1986 fue el período anual de la formación de los ciclones tropicales. Se inició oficialmente el 1 de junio de 1986, y duró hasta el 30 de noviembre de 1986. Estas fechas convencionalmente delimitan el período de cada año cuando la mayoría de ciclones tropicales se forman en la cuenca atlántica.
La temporada de 1986 tuvo una menor actividad debido a El Niño, y fue la primera temporada desde la la tempora de 1972 en no tener ningún huracán "mayor".  Pocas tormentas causaron daños significativos; el huracán Bonnie causó fuertes lluvias e inundaciones al sureste de Texas. El huracán Charley provocó daños limitados en Carolina del Norte y Massachusetts, pero cruzó el Atlántico como un sistema de bajas presiones extratropical y provocó considerables daños en Irlanda y Gran Bretaña.

## Tormentas

### Tormenta Tropical Andrew
La Depresión Tropical Uno se formó el 5 de junio al norte de las Bahamas. Se intensificó en la Tormenta Tropical Andrew al día siguiente. Andrew se disipó al sur de Cabo Cod. Una persona se ahogó frente a la costa de Carolina del Norte, pero no hubo daños significativos.

### Huracán Bonnie
Durante finales de junio, un frente frontal derivó en el noreste del golfo de México, y el 22 de junio una superficie de circulación se había formado. Viajó de oeste-noroeste, y se convirtió en la Depresión Tropical Dos el 23 de junio, mientras se encontraba situado a unos 540 km (336 mi) al sur de Pensacola, Florida. Al día siguiente, obtuvo la condición de tormenta tropical, y continuó con condiciones favorables alcanzado la condición de huracán el 25 de junio, al sur de  Luisiana. Bonnie viró al noroeste y llegó a tierra cerca del Parque Estatal del Mar Rim en Texas. La tormenta rápidamente se debilitó en tierra cuando torció al norte y noreste, y el 28 de junio fue absorbido al acercarse a una zona frontal en el sureste de Misuri.
Antes de trasladarse a tierra, 22.000 personas fueron evacuadas. Tras la entrada en tierra, el huracán Bonnie produjo mareas de tormenta llegando a un máximo de 1,5 m (4,9 pies) en Sabine Pass. Las precipitaciones llegaron a un máximo de 330 mm en Ace, Texas, que causó algunas inundaciones en calles y destruyó un pequeño dique en el Condado de Liberty, Texas . El huracán también dio lugar a once tornados, que, en combinación con vientos moderados, destruyeron cerca de 25 residencias en el suroeste de Luisiana. Tres muertes ocurrieron en la zona de Puerto Arthur, Texas, dos muertes se produjeron por separado en accidentes de coche, y otro se produjo después de que a una mujer le diera una parálisis parcial en el incendio de una casa. Causado daños menores por total de 2 millones de dólares (1986 USD, 3,5 millones 2006 USD).

### Huracán Charley
Una depresión tropical se formó frente a las costas de la Florida Panhandle y se trasladó al interior. La depresión se trasladó frente a la costa cerca de Savannah, Georgia, y se fortaleció en la tormenta tropical Charley. Continuó hasta la costa, y se fortaleció en un huracán antes de pasar a través de la Outer Banks y la Península de Delmarva. Torció hacia el mar, y se convirtió en extratropical en el Atlántico Norte, y, más tarde trajo clima severo a través de Gran Bretaña e Irlanda el 25 de agosto.
A medida que el huracán se trasladó hasta la costa oriental de los Estados Unidos, causó unas moderadas y beneficiosas precipitaciones. El viento y su lento movimiento causó de 2 a 3 pies de marea alta, causando 1.015 millones en daños (1986 USD, $ 1,7 millones de dólares de los EE. UU. 2005). Cinco muertes fueron notificadas por el huracán, de los cuales tres fueron de un accidente de avión. (enlace roto disponible en Internet Archive; véase el historial, la primera versión y la última). Cuando llegó a Europa como una tormenta extratropical, los fuertes vientos y lluvia causaron daños estructurales a casas y puentes, junto a desarraigo de árboles a gran escala. Se produjeron anormalmente grandes cantidades de lluvia, sobre todo en Irlanda, lo que produjo extensas inundaciones que ascienden a más de 5 pulgadas en un ya mojado y frío mes. Los daños ascendieron a IR £ 25 millones de euros (1986 libras irlandesas, € 47 millones de euro en 2002, $ 57,5 millones de dólares de los EE. UU. 2005).

### Tormenta Tropical Danielle
El 1 de septiembre, una onda tropical salió desde las costas de África y se dirigió hacia el oeste. La perturbación se encontraba a menos de 10 grados de latitud, cuando se organizó en una depresión tropical el 7 de septiembre y, a continuación, en una tormenta tropical ese mismo día. Danielle llegó a su punto máximo el día 8 con unos vientos de 95 km/h (59 mph), mientras que avión de reconocimiento reportó rachas de vientos de fuerza de huracán. Después de pasar a través de la Antillas Menores, Danielle encontró cizalladura del viento vertical, y el día 10 se disipó en el centro del mar Caribe. Los restos de la tormenta continuaorn hacia el oeste y, acabaron por regenerarse en la Tormenta Tropical Lester.
Las islas de San Vicente y las Granadinas experimentaron ráfagas de viento de fuerza de huracán, provocando graves cortes de energía y causando daños en tejados. En las Granadinas, la tormenta llevó a un buque guardacostas a encallar, mientras, cinco personas resultaron heridas y cientos de casas fueron destruidas. Las lluvias torrenciales produjeron varios deslizamientos de tierra, que dañaron carreteras, puentes, instalaciones eléctricas, de agua y servicios. Danielle también destruyó doce casas en la isla de Barbados. En Trinidad y Tobago, fuertes inundaciones de hasta cuatro pies causaron 27 deslizamientos de tierras, destruyendo cuatro puentes. La tormenta causó 8 millones de dólares en daños en Tobago. El total de daños producidos por la tormenta ascendieron a 9,2 millones de dólares (1986 USD), en su mayoría a los cultivos, pero no se informó de muertes.

### Huracán Earl
La tormenta más fuerte de la temporada comenzó como una onda tropical frente a las costas de África el 4 de septiembre. Después de pasar todo el océano Atlántico se reforzó como depresión tropical Cinco el 10 de septiembre, mientras se encontraba a unos 2000 km (1243 mi) al este de Puerto Rico. La depresión se fortaleció rápidamente y alcanzó fuerza de huracán el 11 de septiembre, llegó a su punto máximo como un huracán de categoría 2 el 12 de septiembre, ya que hizo un medio círculo, se debilitó a categoría 1 el 16 de septiembre, y volvió por el camino por el que había venido. Earl giró al norte y se convirtió en extratropical al sureste de Terranova el 19 de septiembre. En su pico, Earl tuvo vientos sostenidos de 165 km/h (103 mph) y una presión central mínima de 979 mbar. (enlace roto disponible en Internet Archive; véase el historial, la primera versión y la última).

### Huracán Frances
Una depresión tropical se formó el 18 de noviembre, y rápidamente se fortaleció en una tormenta tropical. La tormenta giró al noreste y se fortaleció aún más, hasta alcanzar fuerza de huracán el 20 de noviembre. Sin embargo, un sistema de alta presión al norte causó el desmoronamiento de la tormenta. Y fue absorbida el día 21 por una borrasca extratropical.

## Energía Ciclónica Acumulada (ECA)
| ACE (104kt²) – Storm: Source | ACE (104kt²) – Storm: Source | ACE (104kt²) – Storm: Source | ACE (104kt²) – Storm: Source | ACE (104kt²) – Storm: Source | ACE (104kt²) – Storm: Source |
| ---------------------------- | ---------------------------- | ---------------------------- | ---------------------------- | ---------------------------- | ---------------------------- |
| 1                            | 19.7                         | Earl                         | 4                            | 2.94                         | Bonnie                       |
| 2                            | 5.63                         | Charley                      | 5                            | 2.19                         | Andrew                       |
| 3                            | 3.80                         | Frances                      | 6                            | 1.56                         | Danielle                     |
| Total= 35.7925 (36)          |                              |                              |                              |                              |                              |

La tabla a la derecha muestra la Energía Ciclónica Acumulada (ECA) para cada ciclón tropical formado durante la temporada. El ECA es, a grandes rasgos, una medida de la energía del huracán multiplicado por la longitud del tiempo que existió, así como de huracanes particularmente intensos. Cuanto más tiempo dure y más intenso sea el huracán conllevará una ECA más alta. El valor de ECA sólo se calcula para sistemas tropicales de 34 nudos (39 mph, 63 km/h) o más y tormentas tropicales fuertes.

## Nombres de las tormentas
Los siguientes nombres fueron usados para nombrar las tormentas que se formaron en el Atlántico Norte en el 1986. Ningún nombre fue retirado, está lista volvió a ser usada en la temporada de 1992. Es la misma lista usada para la temporada de 1980 excepto por Andrew, que remplazó a Allen. Una tormenta fue nombrada como Andrew por primera vez en 1986. Los nombres que no han sido usados en esta temporada están marcados con gris.
| - Andrew - Bonnie - Charley - Danielle - Earl - Frances - Georges (sin usar) | - Hermine (sin usar) - Ivan (sin usar) - Jeanne (sin usar) - Karl (sin usar) - Lisa (sin usar) - Mitch (sin usar) - Nicole (sin usar) | - Otto (sin usar) - Paula (sin usar) - Richard (sin usar) - Shary (sin usar) - Tomas (sin usar) - Virginie (sin usar) - Walter (sin usar) |

### Nombres retirados
La Organización Meteorológica Mundial no retiró ningún nombre en la primavera de 1987 por considerarse que ningún huracán provocó daños mayores y perdidas humanas considerables.